# 오목초등학교 (경기)
오목초등학교는 대한민국 경기도 수원시에 있는 공립 초등학교이다.

## 학교 연혁
- 1999.05.28 오목초등학교 설립인가
- 2000.03.01 오목초등학교 개교
- 2000.03.01 초대 장병락 교장 취임
- 2000.03.17 오목초등학교 병설유치원 개원
- 2001.04.01 특수(재택)학급 신설
- 2008.09.01 방과후 보육교실 지정 운영
- 2011.12.26 컴퓨터실 컴퓨터 35대 교체
- 2012.02.02 방송실 리모델링
- 2012.03.01 경기도교육청 혁신학교 지정 운영
- 2012.10.31 열린교실 리모델링
- 2012.10.31 각교실 수납함 설치
- 2012.02.05 미술 갤러리 설치
- 2013.03.01 경기도 수원시 교과특성화 학교 지정 운영
- 2013.03.01 NTTP교사연수 배움과 실천공동체학교 지정 운영
- 2013.03.01 수원시 안전학교 지정
- 2013.03.01 교육복지실 개관
- 2013.08.28 외벽 방수공사 및 도색
- 2013.10.07 교문 학교 화단 조성
- 2014.02.10 학생자치실 리모델링
- 2014.02.14 제14회 졸업식 75명(총 1,667명)
- 2014.03.01 일반 17학급, 특수 1학급, 재택 1학급 편성
- 2014.09.01 제6대 전경희 교장 취임
- 2015.02.13 제15회 졸업식 173명(총 1,740명)
- 2015.02.20 음악실 방음
- 2015.03.01 일반 16학급, 특수 1학급, 재택 1학급 편성

## 참고 자료
- 오목초등학교 - 한국교육학술정보원 학교알리미